# Holzmann Medien
Holzmann Medien ist ein in Bad Wörishofen ansässiger Verlag.
Mit ca. 27 Millionen Euro Jahresumsatz und 170 Mitarbeitern zählt Holzmann Medien zu den 50 größten Wirtschafts- und Fachverlagen in Deutschland. Die herausgegebenen Titel richten sich an das Handwerk, den Mittelstand sowie die Gesundheitswirtschaft.
Der Holzmann Buchverlag hat sich mit seinem Programm vor allem der Aus- und Weiterbildung im Handwerk verschrieben. Um noch näher am Kunden zu sein wurde im Jahre 1999 der Holzmann Fachbuch und Medienservice (HFM) ins Leben gerufen.
Zur Verlagsgruppe gehört seit 2017 der Freizeit Verlag (u. a. „Top Hotel“). Außerdem hat Holzmann Medien rückwirkend zum 1. Januar 2021 die Mehrheitsbeteiligung am „Handwerker Radio“ aus Schwäbisch Hall übernommen.
Die Fachtitel Elektronik Informationen und Photonik, die im AT-Fachverlag erschienen, wurden im Oktober 2020 aus wirtschaftlichen Gründen eingestellt.
Nicht mehr zum Portfolio gehören seit dem vierten Quartal 2013 GI Geldinstitute und das Schwestermagazin VB Versicherungsbetriebe, die an den in München ansässigen Fachverlag AV-News verkauft wurden.

## Zeitungen & Zeitschriften
Holzmann Medien und der Freizeit Verlag halten insgesamt 13 Zeitungen und Zeitschriften im Portfolio, die alle ivw-geprüft sind:
- Deutsche Handwerks Zeitung[7][8]
- handwerk magazin[9][10]
- bwd[11][12]
- Die Fleischerei[13][14]
- EstrichTechnik & Fußbodenbau[15]
- GFF[16][17]
- Health&Care Management[18][19]
- HOTEL+TECHNIK[20][21]
- R+W Textilservice[22][23]
- rationell reinigen[24][25]
- Si[26]
- sicht+sonnenschutz[27][28]
- Tophotel[29][30]